# بويد جاينز
بويد جاينز (بالإنجليزية: Boyd Gaines)‏ (و. 1953 – م) هو ممثل تلفزيوني، وممثل صوت، وممثل، وممثل أفلام، وممثل مسرحي من الولايات المتحدة الأمريكية . ولد في أتلانتا، جورجيا .

## التعليم
تعلم في مدرسة جوليارد

## جوائز وترشيحات
حصل على جوائز منها:
- Tony Award for Best Featured Actor in a Play (1989)
- جائزة المسرح العالمي (1980).[5]

ترشح لـ:
- Tony Award for Best Actor in a Play (2007).

## روابط خارجية
- بويد جاينز على موقع IMDb (الإنجليزية)
- بويد جاينز على موقع ألو سيني (الفرنسية)
- بويد جاينز على موقع ميوزك برينز (الإنجليزية)
- بويد جاينز على موقع أول موفي (الإنجليزية)
- بويد جاينز على موقع قاعدة بيانات برودواي على الإنترنت (الإنجليزية)
- بويد جاينز على موقع قاعدة بيانات الأفلام السويدية (السويدية)
- بويد جاينز على موقع ديسكوغز (الإنجليزية)
- بويد جاينز على موقع قاعدة بيانات الفيلم (الإنجليزية)
- بويد جاينز على موقع كينوبويسك (الروسية)